# 斯金納嶺
74°24′S 161°45′E / 74.400°S 161.750°E
斯金納嶺（英語：Skinner Ridge）是南極洲的山嶺，位於維多利亞地的斯科特海岸，長22公里，由新西蘭探險隊以隊中的地質學家命名，現時由南極條約體系管理。